# Bergsregale

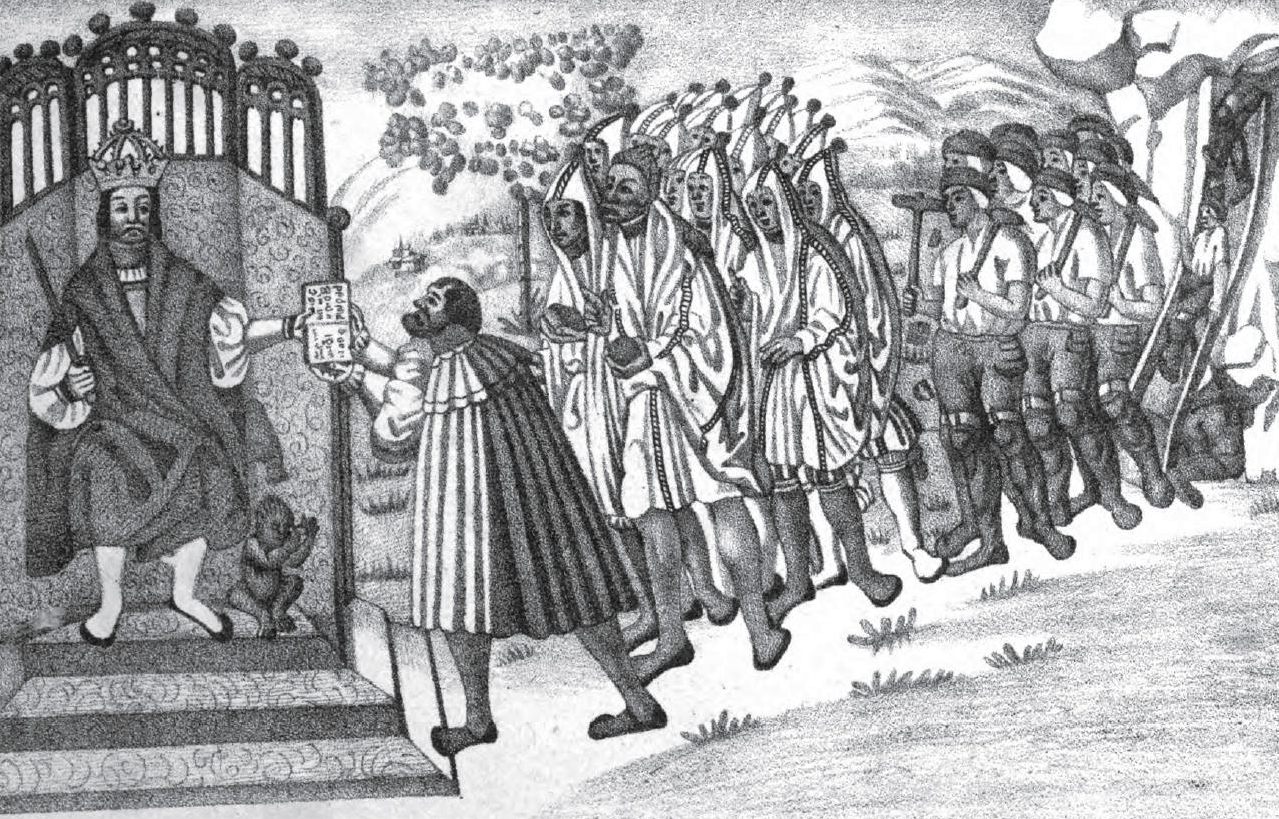
Kung utfärdar bergsordning för sina bergsmän.

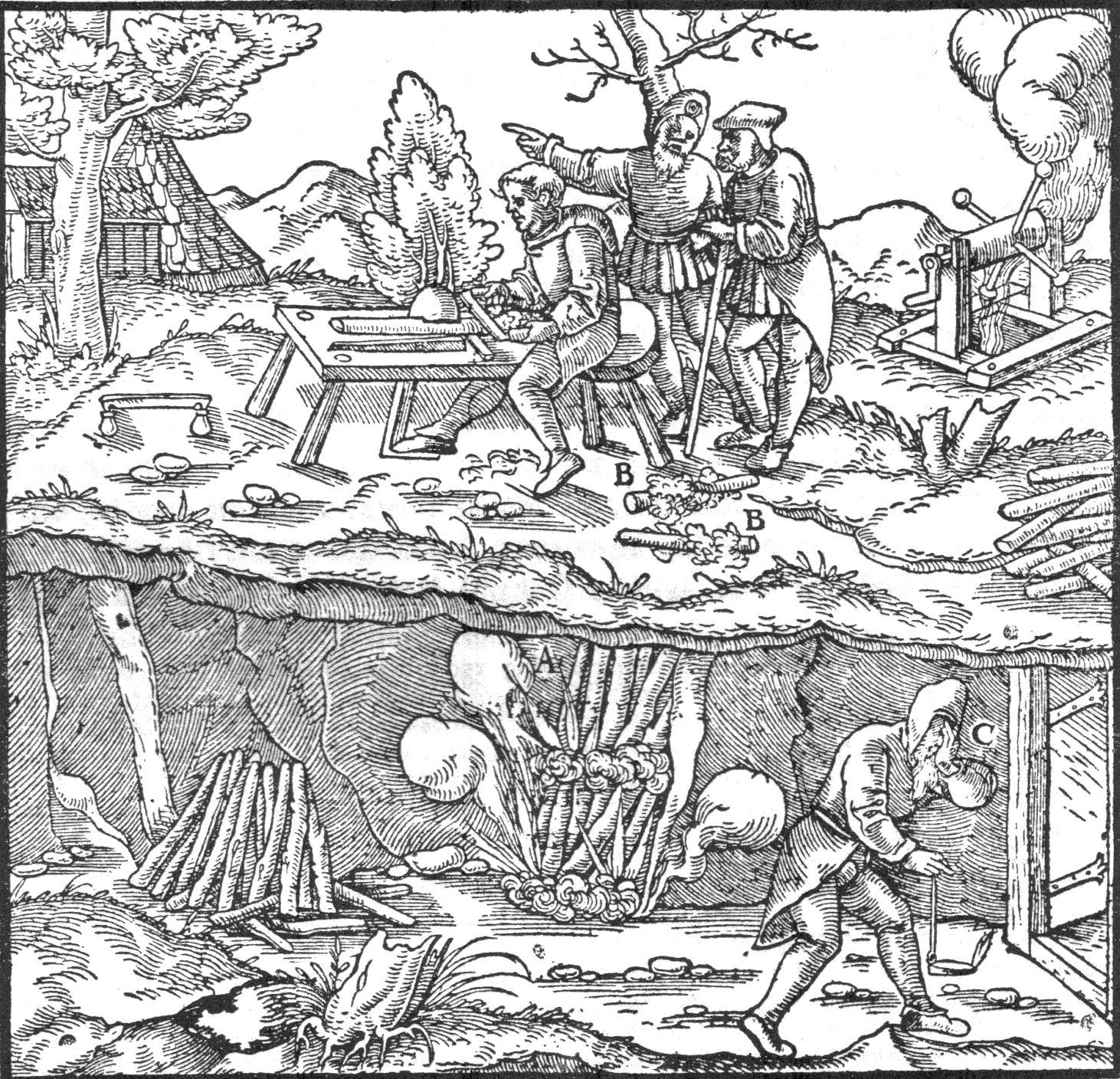
Tillmakning vid en gruva, snitt från Georgius Agricolas De re metallica (1556)

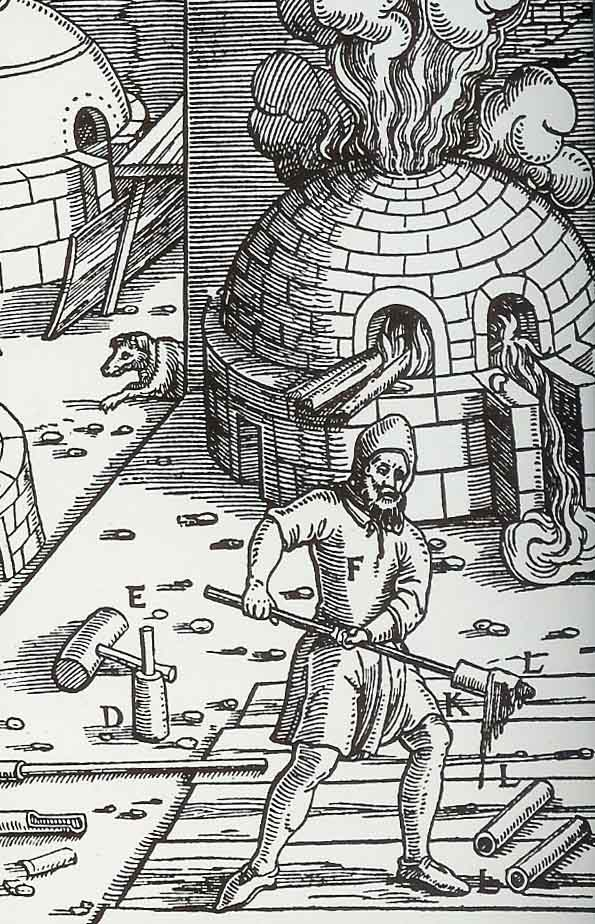
Blåsning av ädelmetall i en hytta. De re metallica

Bergsregale är ett av grundregalen, vilket är kronans rätt över alla malmstråk i riket vilket under medeltiden och framåt överläts genom bergsprivilegium som en plikt och skyldighet att utvinna statens malm. Det äldsta kända skriftliga belägget för bergsregale är från 1100-talet i Tysk-romerska riket under Hohenstaufen. Bergsregale hör naturligen ihop med myntregale och skogsregale.

## Definition
Bergsregale innebar två saker. Dels att jordägaren inte ägde malm som fanns på hans mark och att han inte fick utvinna malmen utan särskilt tillstånd. Dels att bara kronan kunde ge någon rätt att utvinna denna malm. Detta kan sammanfattas som en förfoganderätt. Varken ockupation av res nullius (allmänning) eller markinnehav var överställt kronan. Bergsregale, liksom andra regale, brukar sålunda definieras som en form av statlig äganderätt.

## Bergsregalets uppkomst
Den historiska grunden för det svenska bergsregalet brukar tas för Helgeandsholmsbeslutet från 1282, men brukar kompliceras genom att utgå från den fulla äganderätt som troligen de första att bryta myrmalm hade, under järnåldern. Hur äganderätten uppfattades under den tiden är dock höljd i dunkel, men är en central fråga för uppfattningen om regalets ursprunglighet och samhällsstrukturen under förhistorisk tid. Dock är bergsregalet ett faktum från omkring år 1300-talet då ett antal bergsprivilegier författas till bergslag i Närke, Västmanland, Östergötland, Dalarna, Gästrikland och något senare Värmland.
Visst är också att det svenska bergsregalet är mycket likartat det tyska under samma period samt att tyska bergsmän fanns i Sverige under 1200-talet och framåt, vilka som regel hade olika chefsbefattningar i bergsbruken. Eftersom det alltid krävts stora resurser ifråga om arbetskraft och dragdjur verkar det dock troligt att dessa tyskar ägde något slag av företag i gruvorna som startades, vid vilka även inhemska svenskar var verksamma som arbetare. Under medeltiden fanns en allmänningsrätt, att den som intog en allmänning och bebodde den ägde denna, men detta gällde endast invånarna varför tyskarna inte kan ha inkommit till Sverige med stöd av sådan rätt. Av den orsaken brukar man anta att tyskarna var inkallade till Sverige. 
Vidare är det en tvistefråga om bergsregalet är germansk eller romersk rätt. En tämligen utbredd uppfattning är att Romarriket erkände markägarens äganderätt till malmen för vilken han fick skatta - dock är det känt att romarna som bröt malm i Britannia använde invånarna till slavarbete i gruvorna. Hohenstaufen införde det första belagda bergsregalet under 1100-talet i Tyskland, och detta mindre för att ta ut avrad än för att hävda rätten att utvinna malmen. I synnerhet ädelmetaller ansågs vara kejsarens egendom, vare sig de utvunnits eller inte. Bergsregalet nämns också i Sachsenspiegel. Genom Gyllene bullan från 1356 kom emellertid det tyska bergsregalet att övergå till landsherrar.
De som inte ser bergsregalet som ursprungligt, anser att bergsregalet av ekonomiska skäl var en viktig orsak till uppkomsten av skogsregalet (för att bryta malm krävdes skog till kolning och det var gynnsamt för staten att äga skogen).

## Det svenska bergsregalets uppkomst
Det går att finna stöd för flera uppfattningar om äganderätten över metaller innan tiden för historiska källor. Det är känt att högreståndspersoner ägde gruvandelar, däribland heliga Birgittas far Birger Persson till Finsta. Magnus Ladulås ägde Stora Kopparberget, vilket visar sig i att han förlänade en lagman en andel. Dessa gruvägare deltog inte i arbetet med att utvinna malm och framställa tackjärn.
I de första utfärdade bergsprivilegierna står att bergsmännen frivilligt ansökt om dessa privilegier hos monarken och hänvisar till dylika privilegier som utfärdats till andra bergslag. Det äldsta bevarade privilegiebrevet är från 1340, men hänvisningen visar att det inte är det första. Under medeltiden ägde bergsmännen bergsmanslotter, vilket visar sig i privilegiebrevet till Norberg som stadgar att bergsmännen förverkat sin lott i bergsverket till kronan om de ägde mindre än en åttondel eller underlåtit att sköta driften av bergsverket. Att ha en bergsmanslott innebar alltså en arbetsskyldighet gentemot kronan. Eftersom det under medeltiden utfärdades krav på ersättning till kronan för metallutvinningen, avrad eller tiondejärn, kan dock inte bergsmännens äganderätt anses för absolut, utan relativ i förhållande till kronan. Redan i de första bergsprivilegierna finns en skyldighet att bryta malmen för vilken underlåtelse straff utgick.
I de första bergsprivilegierna finns monarkens licentia fodiendi: brytning fick endast ske med kungens medgivande. Med bergsprivilegierna gav monarken bergslaget rätt att bryta malm på det angivna territoriet. Licentia fodiendi finns också belagd från andra källor från 1300-talet, då försiktighet uppmanas ifråga om att tillåta malmbrytning på grund av dåliga erfarenheter.
Privilegiebreven förbjöd bergsmän att blåsa i hyttan utan bergsfogdens och bergslagets vetskap. Bergmännen hamnade sålunda i en relativ position i förhållande till det kollektiva bergslaget, och underställdes kronans befallningsman. Bergsprivilegiebreven är därmed att jämföra med stadsprivilegier i det att de är geografiskt anknutna och handlar om en verksamhet, snarare än att en jämförelse med adelsprivilegier som är personella. Dock kallades en del bergsmän bergsfrälse, vilket åsyftar deras i privilegiebreven stadgade friheter i förhållande till skogsregale och strömregale, deras frihet att nybygga en kronans allmänning (täkterätt) och så vidare. Ytterligare ett uttryck för regale var bergsfriden, att monarken kollektivt beviljade de biltoga nåd i berglagen i ersättning mot livstids arbetsplikt vid bergsverket; i privilegiebreven fastslås att ingen fick förvägra den biltoge fristad i bergslaget eller dennes täkterätt.
Förordningen om malmberg av år 1485 stadgade att jordägare som fann malm på sina ägor var tvungna att meddela staten detta. På sådan mark krävde kronan tionde och överrätt om det var skattehemman. Frälsejord var undantaget från tiondejärnet och kronans överhet. Syftet med förordningen var att lösa konflikten mellan finnarens rätt och markägarens.
Från att kungen själv utfärdade bergsprivilegier, övertog Bergskollegium detta vid inrättandet på 1600-talet.